# Розтока (Мукачівський район)
Розто́ка — село в Жденіївській селищній громаді Мукачівського району Закарпатської області України.

## Населення
Згідно з переписом УРСР 1989 року чисельність наявного населення села становила 556 осіб, з яких 281 чоловік та 275 жінок.
За переписом населення України 2001 року в селі мешкало 480 осіб.

## Присілки
Фюзер
Фюзер - колишнє село в Україні, в Закарпатській області.
Обєднане з селом Розтока
Згадки: 1600: Füzérfalva

Верхня Ростока
Верхня Ростока - колишнє село в Україні, в Закарпатській області.
Обєднане з селом Розтока рішенням облвиконкому Закарпатської області №264 від 13.05.1969
1600: Nagy-Rosztoka, 1630: Rostoka, 1645: Nagy Rosztoka, 1773: Nagy Rosztoka, 1808: Rosztoka (Nagy-), Rostoka (Welká-), 1851: Rosztóka (Nagy-), 1873: Rosztoka (Nagy), Velika-Rosztoka (Hnt.), 1944:Nagyrosztoka, Велика Ростока, 1983: Розтока, Ростока

Нижня Ростока
Нижня Ростока - колишнє село в Україні, в Закарпатській області.
Обєднане з селом Розтока рішенням облвиконкому Закарпатської області №264 від 13.05.1969
1773: Nissna Rostoka, 1913:Alsóhatárszeg, 1930: Roztoka Niţni, 1960: Нижня Ростока

## Туристичні місця
- гора Гостра
- залишки окопів І Світовоі війни

### Мова
Розподіл населення за рідною мовою за даними перепису 2001 року:
| Мова       | Відсоток |
| ---------- | -------- |
| українська | 99,79 %  |
| російська  | 0,21 %   |